# Ozarba ovata
Ozarba ovata là một loài bướm đêm trong họ Noctuidae.